# You Are Freaking Me Out
You Are Freaking Me Out är Samiams femte studioalbum, utgivet 1997 på skivbolagen Ignition Records och Burning Heart Records.

## Låtlista
| Nr  | Titel                        | Kompositör               | Längd |
| --- | ---------------------------- | ------------------------ | ----- |
| 1.  | Full On                      | Beebout, Rubin           | 3:45  |
| 2.  | She Found You                | Beebout, Loobkoff        | 3:32  |
| 3.  | Factory                      | Beebout, Loobkoff        | 3:28  |
| 4.  | Ordinary Life                | Beebout, Loobkoff        | 4:31  |
| 5.  | If You Say So                | Beebout, Brogan          | 4:48  |
| 6.  | Good Enough                  | Beebout, Loobkoff        | 3:10  |
| 7.  | Mr. Walker                   | Beebout, Brogan          | 3:26  |
| 8.  | My Convenience               | Beebout, Brogan          | 2:58  |
| 9.  | Charity                      | Beebout, Loobkoff        | 2:41  |
| 10. | While You Were Waiting       | Beebout, Loobkoff        | 3:08  |
| 11. | Nothing New                  | Beebout, Loobkoff, Rubin | 3:34  |
| 12. | Out Of My Mind               | Beebout, Loobkoff        | 3:07  |
| 13. | Cry Baby Cry (Beatles-cover) | Lennon, McCartney        | 2:48  |

## Singlar
Från skivan utgavs låten "She Found You" som singel. Låtlistan på denna var som följer:
1. "She Found You"
2. "Capsized" (live)
3. "Regret" (live)

### Fotnoter
1. ↑  ”You Are Freaking Me Out”. Discogs.com. http://www.discogs.com/Samiam-You-Are-Freaking-Me-Out/master/204301. Läst 19 april 2012.